# 제이엔비 (기업)
제이엔비(JNB)는 대한민국의 진공펌프 유틸리티 기업이다. 본사는 경기도 평택시 진위면 진위2산단로 31-21에 위치해 있으며 대표이사는 이정범이다.
반도체 진공장비 제조 및 초정밀가공 부품 생산하며
삼성전자와의 협력 관계를 맺고 있다

## 상장
DB금융스팩9호와 합병을 통해 기준가격 1만 7330원에 코스닥 시장에 상장하였다.

## 참고문헌
1. ↑  제이엔비, 반도체 진공장비 국산화…"차·방산까지 사업영역 확대"
2. ↑  제이엔비, 반도체 진공장비 기술력↑…삼성전자 20년간 러브콜 부각
3. ↑  삼성 반도체 파트너 ‘제이엔비’ 코스닥 상장